# جورج واشنطن تلوند
جورج واشنطن تلوند (بالإنجليزية: George Washington Toland)‏ هو سياسي أمريكي، ولد في 8 فبراير 1796 في فيلادلفيا في الولايات المتحدة، وتوفي في 30 يناير 1869. انتخب عضو مجلس النواب الأمريكي.